# 宮城県専修学校一覧
宮城県専修学校一覧（みやぎけんせんしゅうがっこういちらん）とは、宮城県の専修学校の一覧。

## 国立専修学校

### 仙台市

#### 青葉区
- 東北大学歯学部附属歯科技工士学校

## 公立専修学校

### 気仙沼市
- 気仙沼市立病院付属看護専門学校

### 名取市
- 宮城県高等看護学校
- 宮城県農業大学校

## 私立専修学校

### 仙台市

#### 青葉区
- 赤門鍼灸柔整専門学校
- 国際マルチビジネス専門学校
- 専修学校河合塾仙台校
- 仙台青葉服飾・医療福祉専門学校
- 仙台医療福祉専門学校
- 仙台大原簿記公務員専門学校
- 仙台情報工科専門学校

- 仙台情報ビジネス専門学校
- 仙台総合ペット専門学校
- 仙台ヘアメイク専門学校
- 仙台法経専門学校
- 仙台幼児保育専門学校
- 仙台YMCA国際ホテル専門学校
- 専門学校赤門自動車整備大学校

- 専門学校アニマルインターカレッジ
- 専門学校花壇自動車大学校
- 専門学校仙台歯科衛生士学院
- 専門学校創表現研究所
- 専門学校デジタルアーツ仙台
- 専門学校宮城高等歯科衛生士学院
- 東京IT会計専門学校仙台校

- 東京法律専門学校仙台校
- 東北外国語専門学校
- 東北電子専門学校
- 東北保健医療専門学校
- 東北文化学園専門学校
- 独立行政法人労働者健康福祉機構東北労災看護専門学校
- ドレメファッション芸術専門学校
- 宮城調理製菓専門学校

#### 宮城野区
- 上田裁縫専門学校
- 仙台医療秘書福祉専門学校
- 仙台接骨医療専門学校
- 仙台ビューティアート専門学校
- 仙台リゾートアンドスポーツ専門学校

- 専門学校仙台カレッジオブデザイン
- SENDAI中央理容美容専門学校
- 国立病院機構仙台医療センター附属仙台看護助産学校
- モイジャパン美容専門学校
- 仙台スイーツ&カフェ専門学校

#### 若林区
- 仙台医健・スポーツ&こども専門学校
- 仙台コミュニケーションアート専門学校
- 仙台歯科技工士専門学校

- 仙台デザイン専門学校
- 専門学校日本デザイナー芸術学院仙台校
- 宮城文化服装専門学校

#### 太白区
- 仙台医療技術専門学校
- 仙台徳州看護専門学校
- 仙台理容美容専門学校
- 東北歯科技工専門学校
- 東日本医療専門学校

#### 泉区
- 仙台保健福祉専門学校
- 仙台リハビリテーション専門学校
- 専門学校東北動物看護学院

### 石巻市
- 石巻赤十字看護専門学校
- 白百合服装専門学校

### 気仙沼市
- 東北福祉情報専門学校

### 岩沼市
- 東日本航空専門学校

### 登米市
- 佐沼ファッション専門学校

### 遠田郡
- 宮城理容美容専門学校